# Ho Bong-chol
Ho Bong-chol (ur. 21 sierpnia 1959) – północnokoreański sztangista. Srebrny medalista olimpijski z Moskwy.
Zawody w 1980 były jego jedynymi igrzyskami olimpijskimi. W 1980 po srebro sięgnął, pod nieobecność sportowców z części krajów tzw. Bloku Zachodniego, w wadze do 52 kilogramów – złoto w tej kategorii wywalczył reprezentant Związku Radzieckiego Kanybiek Osmonalijew. Był równocześnie srebrnym medalistą mistrzostw świata w 1980.